# Eric Thompson (racerkører)
Eric Thompson (4. november 1919 – 22. august 2015) var en britisk racerkører, bogforhandler og forsikringsmægler. Han deltog i motorsports billøb mellem 1949 og 1955, han havde hans største succes da han i 1951 blev nr. 3 i 24 Timers Le Mans og tog i 1952 del i British Grand Prix.